# Église du Saint-Rosaire de Marsaskala
L'église du Saint-Rosaire est une église catholique située à Marsaskala, à Malte.

## Historique
Construite en 1856 par Luigi dei Conti Manduca, elle est donnée au diocèse par la famille en 1997.